# Цубои, Кэйсукэ
Кэйсукэ Цубои (яп. 坪井 慶介; род. 16 сентября 1979, Тама) — японский футболист. Он играл на позиции центрального защитника, большую часть карьеры провёл в команде «Урава Ред Даймондс».

## Карьера
Он получал образование и делал первые шаги в футболе в промышленной средней школе Йоккаити Тюо и университете Фукуока. Он представлял Японию на Универсиаде 2001 года в Пекине, где его команда завоевала титул чемпиона, победив в финале Украину.
После окончания университета в 2002 году он присоединился к «Урава Ред Даймондс» и сразу попал в первую команду. Его первый матч состоялся 3 марта 2002 года против «Йокогама Ф. Маринос». Он забил свой первый и пока единственный гол в лиге 17 мая 2003 года в ворота «Гамба Осака». Он выиграл награду Лучшего молодого игрока J-лиги в 2002 году и был включён в символическую сборную лиги в 2003 году.
Тренер национальной сборной Японии Зико дал ему возможность дебютировать в команде в 2003 году, 11 июня 2003 года он сыграл в товарищеском матче против Парагвая на стадионе «Сайтама 2002». Он был членом сборной Японии на чемпионате мира 2006, где сыграл два матча против Австралии и Бразилии. В первом матче Японии против Австралии из-за судороги в бёдрах на 56-й минуте его пришлось заменить на Тэруюки Мониву.
Он также был в составе сборной на Кубке Азии 2007, но так и не сыграл на турнире, основными центральными защитниками были Юки Абэ и Юдзи Накадзава.
8 февраля 2008 года он объявил об уходе из сборной.